# Rumpstat
En rumpstat (från engelskans rump state) är en stat som genom krig eller utbrytning förlorat en stor del av sitt territorium, men som fortfarande överlever. Klassiska exempel på rumpstater är seleukiderriket efter parternas framträngande, Österrike och Turkiet efter Österrike-Ungerns respektive Osmanska rikets förluster i första världskriget och Serbien efter Jugoslaviens upplösning. Sverige kan betraktas som en rumpstat efter Finska kriget 1808-1809.